# 蒂姆·布兰德
蒂姆·布兰德（荷蘭語：Tim Brand，1998年11月29日—），生于荷兰豪达，澳大利亚男子曲棍球运动员。他曾代表澳大利亚国家队参加2020年夏季奥林匹克运动会曲棍球比赛，获得一枚银牌。